# Franco Armani
Franco Armani (ur. 16 października 1986 w Casildzie) – argentyński piłkarz występujący na pozycji bramkarza w argentyńskim klubie River Plate.

## Kariera piłkarska
Wychowanek Estudiantes, w swojej karierze grał także w takich zespołach jak Ferro Carril Oeste, Deportivo Merlo oraz Atlético Nacional.

## Osiągnięcia

### Atlético Nacional
- Mistrzostwo Kolumbii: 2011 (A), 2013 (A), 2013 (F), 2014 (A), 2015 (F), 2017 (A)
- Puchar Kolumbii: 2012, 2013, 2016
- Puchar Ligi: 2012, 2016
- Copa Libertadores: 2016
- Recopa Sudamericana: 2017

### River Plate
- Supercopa Argentina: 2017
- Copa Libertadores: 2018
- Recopa Sudamericana: 2019

### Reprezentacyjne
- Copa América: 2021
- 3. miejsce na Copa América: 2019